# Harry Shum jr.
Harry Shum jr. (jiaxiang: Guangdong, Guangzhou) is een, in Costa Rica geboren, Chinees-Amerikaanse danser en acteur. Hij is bekend geworden door de dansfilms Stomp the Yard, You Got Served en de populaire films Step Up 2: The Streets en Step Up 3D.
Hij speelde de rol van Mike Chang in de muzikale komedie Glee, Magnus Bane in de Netflix serie Shadowhunters: The Mortal Instruments en Dr Benson Kwan in Grey’s Anatomy
Shum is van Chinese afkomst. Hijzelf is geboren in Costa Rica. Zijn ouders afkomstig van Guangzhou en Hongkong migreerden begin jaren tachtig naar het land waar hij geboren is.
In 2007 begon hij een relatie met danseres Shelby Rabara. Op 22 november 2015 zijn ze in Costa Rica getrouwd. 28 maart 2019 werd hun dochter Xia geboren.

## Filmografie
| Jaar | Film                                             | Rol                  | Notities |
| ---- | ------------------------------------------------ | -------------------- | -------- |
| 2004 | You Got Served                                   | Danser               | Cameo    |
| 2007 | Stomp the Yard                                   | Danser               | Cameo    |
| 2008 | The Onion Movie                                  | Lollipop love danser | Cameo    |
| 2008 | Step Up 2: The Streets                           | Cable                |          |
| 2008 | Center Stage: Turn It Up                         | Club danser          | Cameo    |
| 2010 | Our Family Wedding                               | Harry                | Cameo    |
| 2010 | The LXD: The Uprising Begins                     | Elliot Hoo           |          |
| 2010 | Step Up 3D                                       | Cable                |          |
| 2011 | 3 Minutes                                        | Harry                |          |
| 2011 | Buffet                                           | Lucas                |          |
| 2011 | Best Date Ever!                                  | Stewart              |          |
| 2011 | 3 Steps to Self Esteem                           | Harry                |          |
| 2011 | Glee: The 3D Concert Movie                       | Mike Chang           |          |
| 2012 | White Frog                                       | Chaz Young           |          |
| 2012 | Already Gone                                     | Scott Lee            |          |
| 2014 | Moms' Night Out                                  | Joey                 |          |
| 2014 | Revenge of the Green Dragons                     | Paul Wong            |          |
| 2014 | Ballon                                           | Avi                  |          |
| 2015 | Fire City: End of Days                           | Frank                |          |
| 2016 | Crouching Tiger, Hidden Dragon: Sword of Destiny | Wei-Fang             |          |
| 2017 | Screen Time                                      | Cameron              |          |
| 2018 | Crazy Rich Asians                                | Charlie Wu           |          |
| 2019 | Escape Plan: The Extractors                      | Bao Yung             |          |
| 2019 | Burn                                             | Officer Liu          |          |
| 2019 | Mercy                                            | James                |          |
| 2020 | All My Life                                      | Solomon Chau         |          |
| 2021 | Broadcast Signal Intrusion                       | James                |          |
| 2021 | Love Hard                                        | Owen Lin             |          |
| 2022 | Everything Everywhere All at Once                | Chad                 |          |

| Jaar      | Titel                                 | Rol                | Notities |
| --------- | ------------------------------------- | ------------------ | -------- |
| 2003      | Boston Public                         | Fletcher           |          |
| 2005      | Committed                             | Chinese bezorger   |          |
| 2007      | High School Musical 2 Dance-Along     | Dance              | TV film  |
| 2007      | Viva Laughlin                         | Constructie Danser |          |
| 2008      | Zoey 101                              | Roy                |          |
| 2008      | Rita Rocks                            | Zack               |          |
| 2008      | The American Mall                     | Dancing Taco       | TV film  |
| 2008      | Greek                                 | Omega Chi Brother  |          |
| 2008      | iCarly                                | Yûki               |          |
| 2009–2015 | Glee                                  | Mike Chang         |          |
| 2013      | The Eric Andre Show                   | Zichzelf           |          |
| 2014      | Fake Off                              | Zichzelf           | Jurylid  |
| 2016–2019 | Shadowhunters: The Mortal Instruments | Magnus Bane        | Hoofdrol |
| 2019      | Heart of Life                         | Brendan Winter     |          |
| 2019–2020 | Tell Me a Story                       | Brendan            |          |
| 2020      | Awkwafina Is Nora from Queens         | Doc Hottie         |          |

## Prijzen
| Jaar | Award                     | Categorie                                                                    | Resultaat |
| ---- | ------------------------- | ---------------------------------------------------------------------------- | --------- |
| 2009 | Screen Actors Guild Award | Outstanding Performance by an Ensemble in a Comedy Series (met de Glee cast) | Gewonnen  |

- Gemeinsame Normdatei: 1254022147
- International Standard Name Identifier: 0000 0004 0728 7139
- Library of Congress Control Number: no2013052209
- MusicBrainz: 7a2117dd-6c8e-4dd4-b630-e114c1449059
- Virtual International Authority File: 302559240
- WorldCat: E39PBJfGWTQ3QHpD4g4pxgHgrq